# Verdienstplakette der Stadt Darmstadt

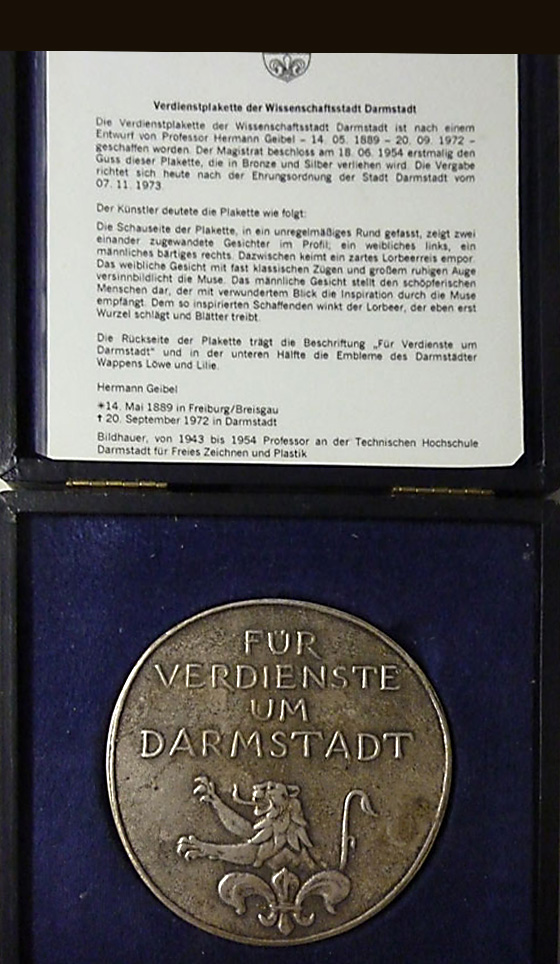

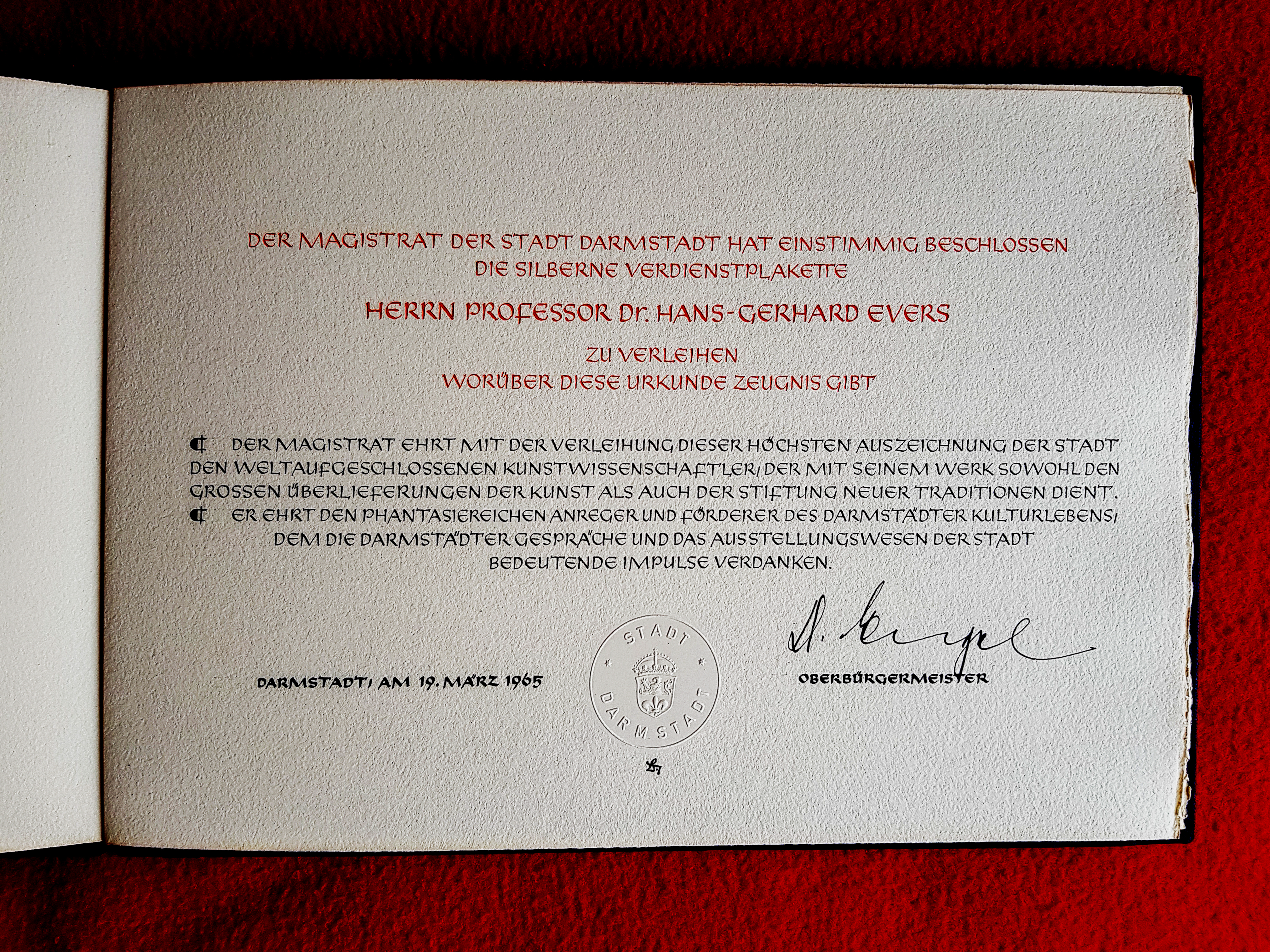
Urkunde für Hans-Gerhard Evers, 1965

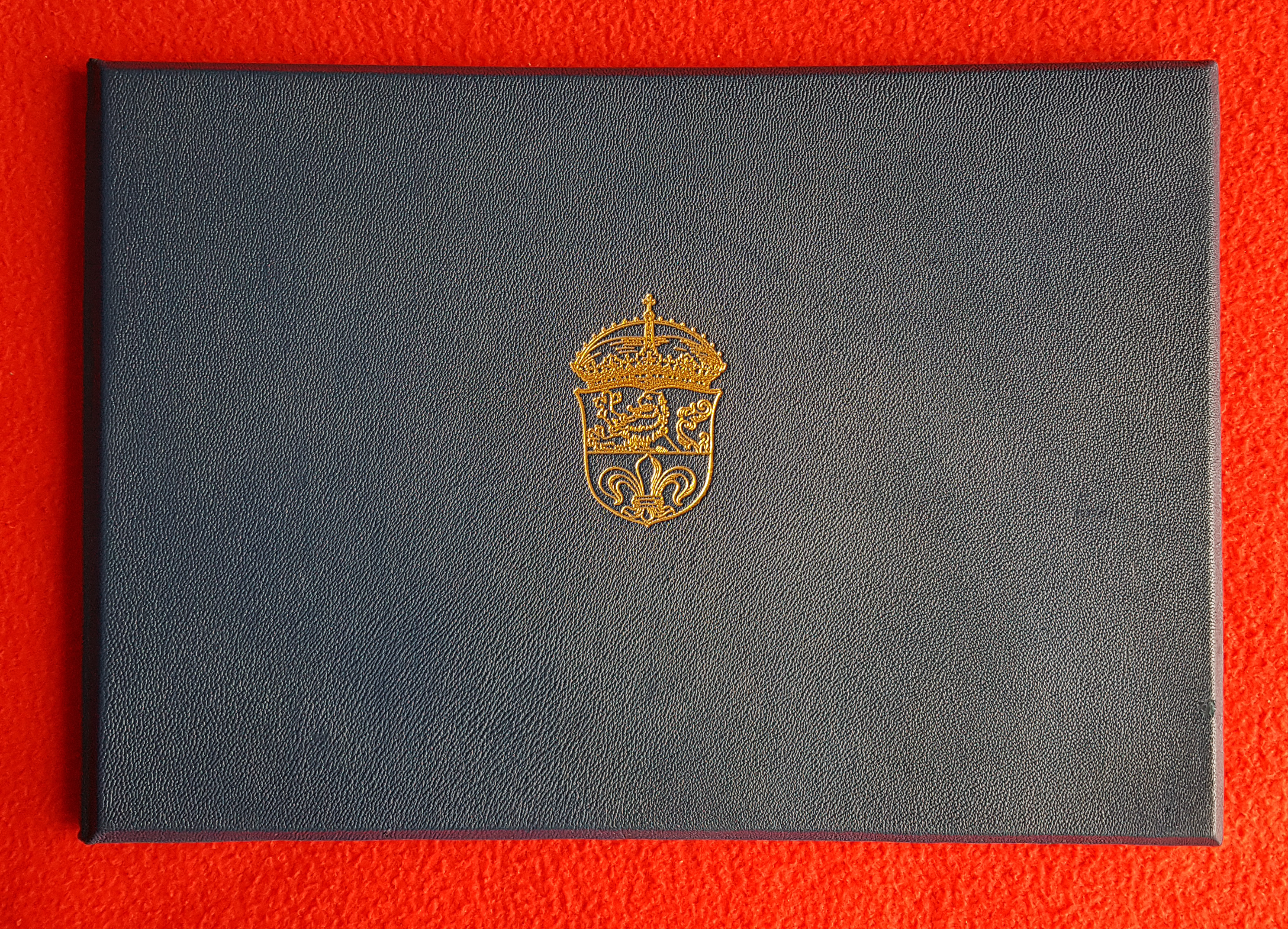
Einband zur Urkunde

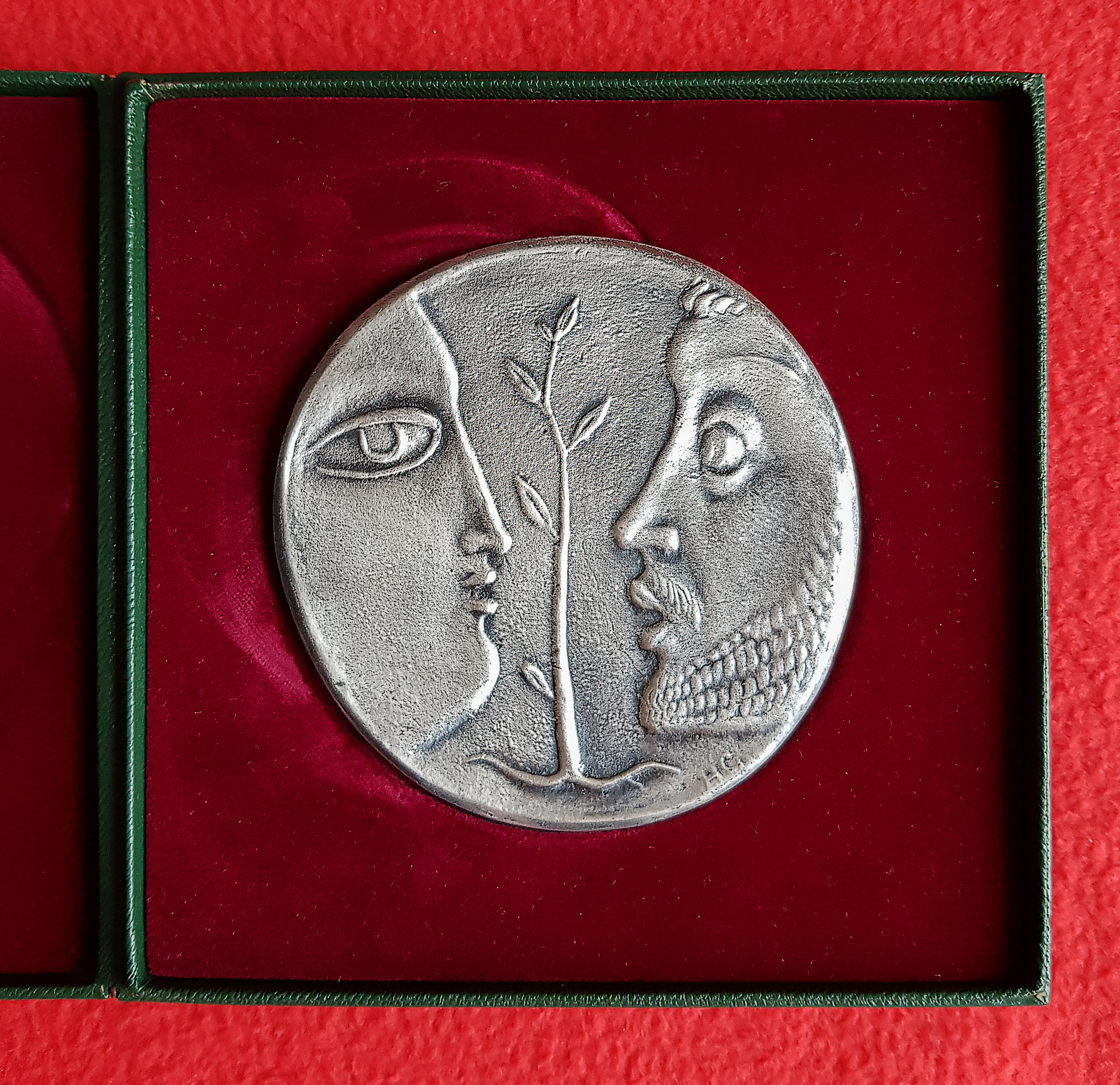
Plakette für Hans-Gerhard Evers, 1965, Vorderseite

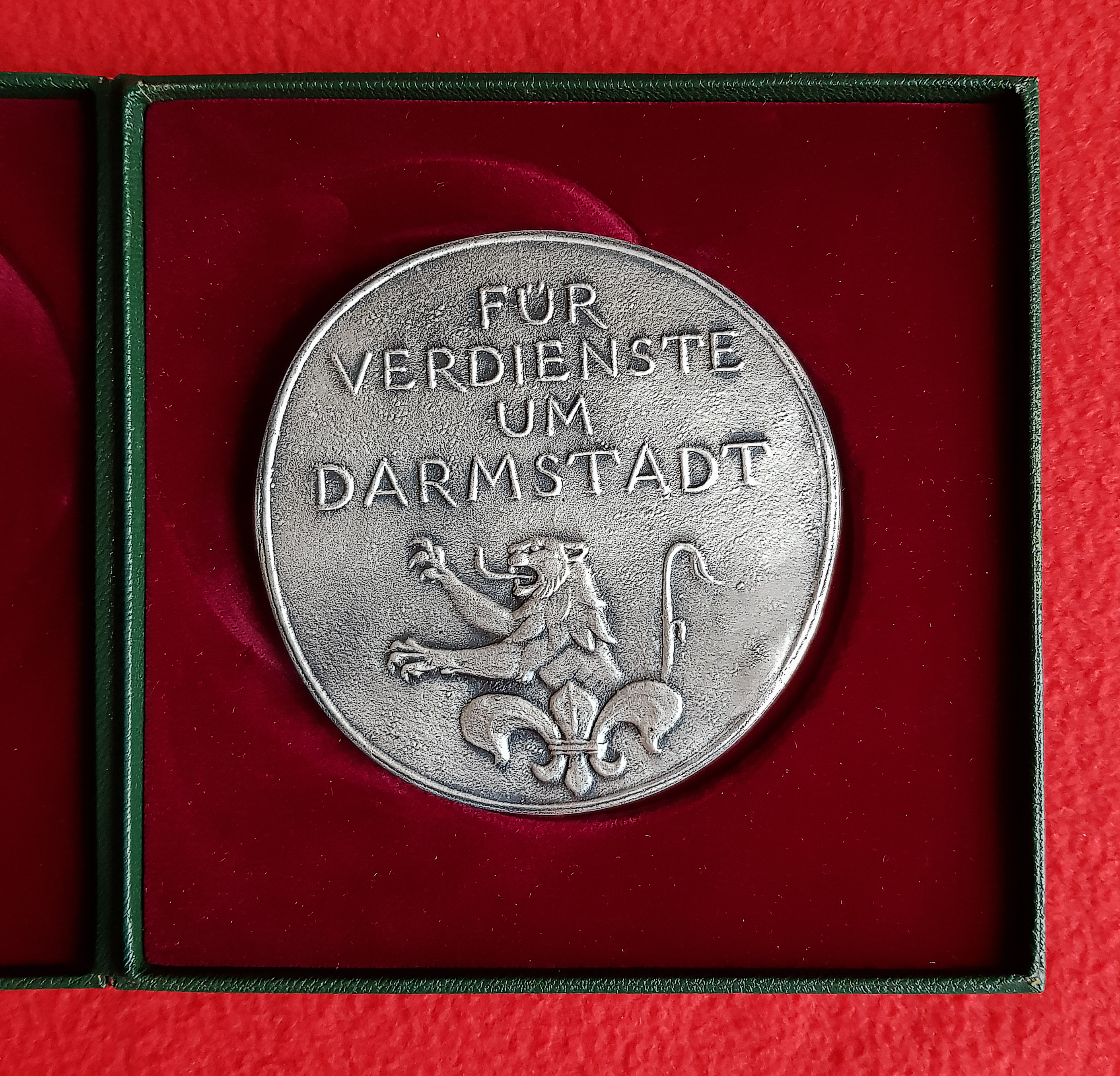
Plakette für Hans-Gerhard Evers, 1965, Rückseite

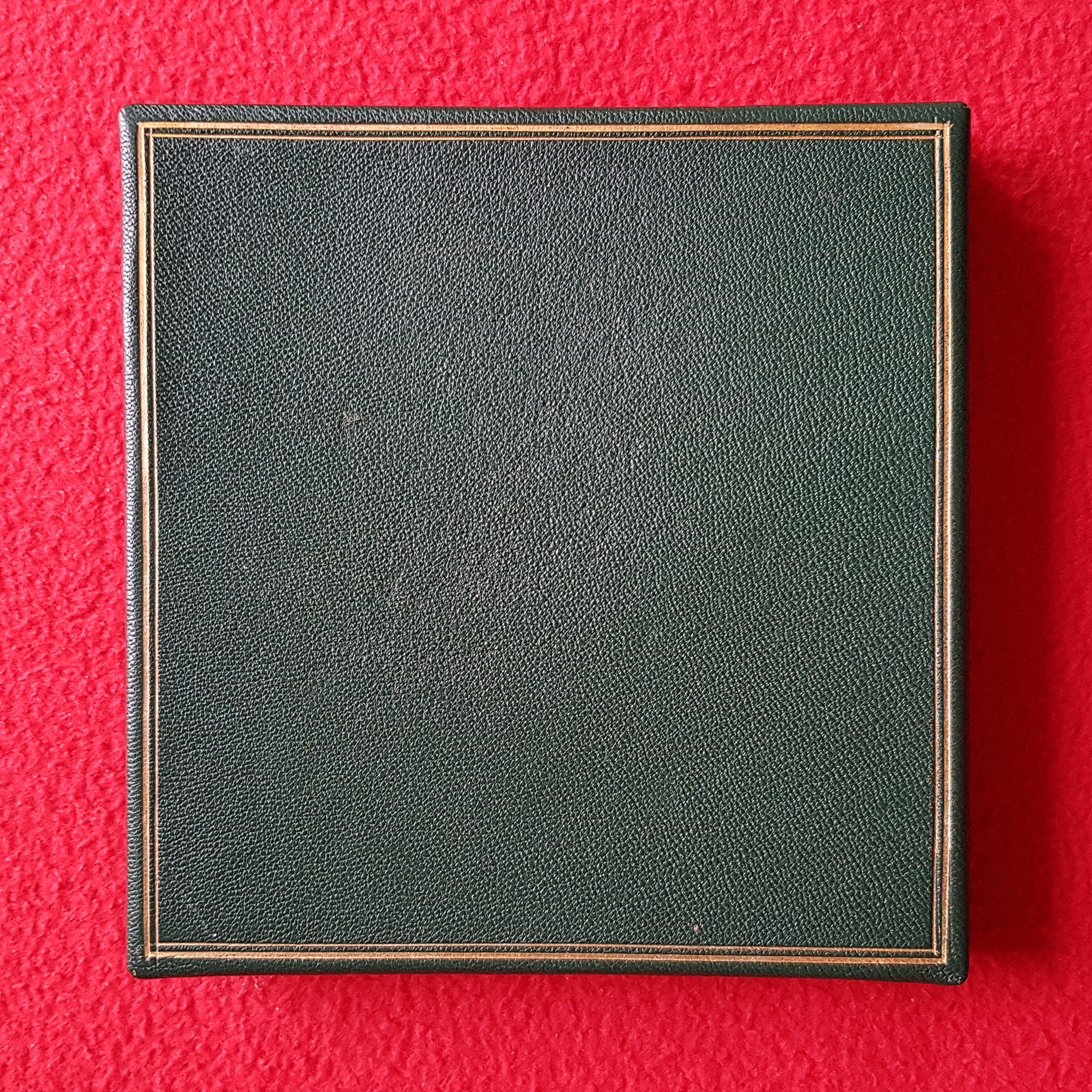
Schatulle für die silberne Plakette

Die Verdienstplakette der Stadt Darmstadt kann auf Beschluss des Magistrates in Bronze und in Silber an Personen oder Vereinigungen verliehen werden, die sich durch eine politische, wissenschaftliche, künstlerische, wirtschaftliche oder andere gemeinnützige Leistung, die über die Grenzen der Stadt hinaus wirkt, besonders ausgezeichnet und damit um die Stadt Darmstadt verdient gemacht haben. Die Silberne Verdienstplakette gilt als die höchste Auszeichnung der Stadt Darmstadt.

## Geschichte
Vorläufer der Silbernen Verdienstplakette war die Silberne Preismünze, die 1917 eingeführt wurde und bis 1930 insgesamt nur viermal verliehen wurde. Erster Träger der Silbernen Verdienstplakette war Ministerpräsident a. D. Christian Stock.am 28. August 1954.

## Gestaltung
Die Plakette wurde von Professor Hermann Geibel gestaltet. Geibel selber interpretierte seinen Entwurf folgendermaßen: „Die Schauseite der Plakette, in ein unregelmäßiges Rund gefasst, zeigt zwei einander zugewandte Gesichter im Profil; ein weibliches links, ein männliches rechts. Dazwischen keimt ein zartes Lorbeerreis empor. Das weibliche Gesicht mit fast klassischen Zügen und großem ruhigen Auge versinnbildlicht die Muse. Das männliche Gesicht stellt den schöpferischen Menschen dar. Dem so inspirierten Schaffenden winkt der Lorbeer, der eben erst Wurzel schlägt und Blätter treibt. Die Rückseite der Plakette trägt die Beschriftung „Für Verdienste um Darmstadt“ und in der unteren Hälfte die Embleme des Darmstädter Wappens Löwe und Lilie.“

## Träger der silbernen Verdienstplakette der Stadt Darmstadt (Auswahl)
- 1954, Christian Stock, Ministerpräsident Hessen[1]
- 1956, August Buxbaum, Architekt[2]
- 1957, Richard Vieweg, Physiker, Honorarprofessor der TH Darmstadt[3]
- 1957, Peter Grund, Architekt und Oberbaudirektor[4]
- 1958, Otto Bartning, Architekt[5]
- 1958, Julius Reiber, Hessischer Politiker[6]
- 1959, Ernst Adolf Louis Schroeder, Bürgermeister[7]
- 1959, Wilhelm Borngässer, Musikpädagoge und Kirchenmusiker[8]
- 1960, Frank Thiess, Schriftsteller[9]
- 1961, Heinrich Troeger, Vizepräsident der Deutschen Bundesbank (1958–1969)
- 1961, Gustav Feick, Kommunalpolitiker, Stadtkämmerer[10]
- 1961, Kurt Jahn, Architekt und Stadtplaner[11]
- 1961, Rudolf Christian Wintermann, ev. Pfarrer[12]
- 1962, Richard Hammer, Arzt und Politiker[13]
- 1963, Alwin Walther, Professor für Mathematik[14]
- 1963, Wilhelm Strahringer, Oberbürgermeister von Darmstadt[15]
- 1964, Fritz Wernath, Gewerkschafter und Stadtverordnetenvorsteher[16]
- 1964, Philipp Gisbert, Baumeister[17]
- 1965, Hans Gerhard Evers, Professor für Kunstgeschichte[18]
- 1965, Carl Gunschmann, Maler[19]
- 1965, Albert Meyer, Politiker und Gewerkschafter[4]
- 1965, Hans Johann Reinowski, Redakteur[20]
- 1967, Ernst Hofmann, Architekt[21]
- 1967, KG Narrhalla Darmstadt 1846 e. V., Verleihung zum 121. Jubiläum[22]
- 1969, Karl Herz, Ingenieur, Ministerialbeamter und Hochschullehrer
- 1970, Otto Wickop und Dr. Achim Wickop,  Einhorn-Apotheke, Verleihung zum 400. Jubiläum[23]
- 1970, Adam Hüfner, Wirtschaftswissenschaftler[24]
- 1970, Wilhelm Stühlinger, ev. Pfarrer[25]
- 1970, Joseph Offenbach, Schauspieler[26]
- 1970, Joachim Borsdorff, Kommunalpolitiker und Bürgermeister[27]
- 1970, Gartenbauverein[28]
- 1971, Gerhard F. Hering, Intendant, Schriftsteller, Regisseur[29]
- 1972, Elisabeth Reinhard, Sozialbeamtin, Politikerin[30]
- 1973, Philipp Benz, Darmstädter Lokalpolitiker, Antifaschist[31]
- 1973, Wolfgang Weißgerber, Ev. Pfarrer und Heimatforscher[32]
- 1975. Karl Krolow, Schriftsteller[33][34]
- 1975, Paula Conrad, Darmstädter Lokalpolitikerin[35]
- 1976, Harro Dicks, Opernregisseur[36]
- 1978, Dolf Sternberger, Schriftsteller
- 1979, Walter Brecht, Professor für Papiertechnologie[37]
- 1980, Naturwissenschaftlicher Verein Darmstadt e. V., Verleihung zum 100. Jubiläum[38]
- 1985, Historischer Verein für Hessen[39]
- 1986. Heinrich Bardong, Dekan des Dekanates Darmstadt[40]
- 1987, Tanzschule Bäulke, Verleihung zum 200. Jubiläum[41]
- 1988, Herbert Reißer, Architekt, Stadtbaurat[42]
- 1988, Felix Anschütz, Direktor an der Medizinischen Klinik I am Klinikum Darmstadt[43]
- 1989, Heinrich Beetz, ehrenamtlicher Kommunalpolitiker
- 1989, Manfred Knodt, Pfarrer und Historiker[44]
- 1994, Hans Drewanz, Musiker[45]
- 1994, Peter C. Bernet, Polizeipräsident in Darmstadt
- 1996, Herbert Heckmann, Schriftsteller[46]
- 1996, Thomas Reinheimer, Geschäftsführer der Druckerei Reinheimer[47]
- 1997, Aquarien- und Terrarienverein Hottonia e. V., Verleihung zum 100. Jubiläum
- 1998, Gutenberg-Buchhandlung, Verleihung zum 150. Jubiläum[48]
- 1999, Marineverein Darmstadt, Verleihung zum 100. JubiläumDer Marineverein Darmstadt wurde am 1. Februar 1899 gegründet. Abgerufen am 31. Januar 2020.
- 1999, Velocipedclub Darmstadt 1899 e.V (VCD), Verleihung zum 100. Jubiläum[49]
- 2000, Helmut Schmidt, Bundeskanzler a. D. für Verdienste um das Deutsche Polen-Institut[50]
- 2001, Dieter-Bessler-Spielmannszug e. V.[51]
- 2002, Fritz Ebner, Literat und Goethe-Forscher[52]
- 2002, Eberhard Götz, Leiter der Anästhesie am Klinikum DarmstadtLaudatio zur Überreichung derEhrenplakettean Herrn Prof. Dr. med. Eberhard Götz. (PDF) Abgerufen am 31. Januar 2020.
- 2003, Gabriele Wohmann, Schriftstellerin[53]
- 2004, Haus & Grund Darmstadt e. V., Hausbesitzerverein, Verleihung zum 100. Jubiläum[54]
- 2005, Kunsthandlung Langheinz, zum 100-jährigen Bestehen[55]
- 2006, Gerhard Leyendecker, Direktor der Frauenklinik des Klinikum Darmstadt[56]
- 2006, Alfred Theis, ehrenamtlicher Kommunalpolitiker
- 2006, Engelbert Beckmann, ehrenamtlicher Kommunalpolitiker
- 2006, Karlheinz Oberfranz, ehrenamtlicher Kommunalpolitiker
- 2006, Elektro Keil, gegründet 1903[57]
- 2007, Manfred Hagedorn, Chefarzt der Hautklinik[58]
- 2007, Schreinerei Luther, gegründet 1901[59]
- 2007, Albert Friedrich Vogt, Darmstädter Umzugsunternehmer[60][61]
- 2007, Turngesellschaft 07 Eberstadt, Verleihung zum 100. Jubiläum[62]
- 2008, Dieter Fritze, Leiter der Onkologie am Klinikum Darmstadt[63]
- 2008, Horst H. Blechschmidt, Honorarprofessor für Energiekabelanlagen[64]
- 2008, Hanns H. Seidler, Kanzler der TU Darmstadt[65]
- 2008, Feinkostgeschäft Buchheimer, zum 150. Jubiläum[66]
- 2009, Stephan Peter, Direktor der Urologischen Klinik am Klinikum Darmstadt[67]
- 2009, Tennis- und Eisclub Darmstadt e. V., Verleihung zum 125. Jubiläum[68]
- 2010, Buchhandlung an der ev. Stadtmission, Verleihung zum 100. Jubiläum[69]
- 2010, DRK-Ortsverein Arheilgen, Verleihung zum 100. Jubiläum[70]
- 2012, DSW 12 Darmstadt, Schwimmverein, Verleihung zum 100. Jubiläum[71]
- 2012, DRK-Ortsverein Eberstadt, Verleihung zum 100. Jubiläum
- 2015, Moritz Neumann, Journalist und Kommunalpolitiker[72]
- 2020, Götz Rehn, Unternehmer[73]
- 2021, Lettgen, Bernhard, Arzt[74]
- 2022, Cihan Çelik, Arzt[75]
- 2022, Klein, Christiane, Galeristin[76]
- Karl Dedecius, Schriftsteller
- Fleischerchor Darmstadt 1903[77]
- Schaustellerverband Darmstadt[78]
- DRK-Ortsverein Arheilgen
- Ludwig von Hessen und bei Rhein
- Horst Seffrin, Gesundheitsdezernent, Bürgermeister[79]
- Gerhart Roether, Druckerei und Verlag Roether[80]
- Karl Ströher, Unternehmer und Kunstmäzen[81]
- Georg Wink, Landrat[82]